# Sleeping Dogs Wake
Sleeping Dogs Wake è stato un gruppo musicale industrial britannico formato nel 1985 e scioltosi nel 1995.

## Storia
Il gruppo venne formato come duo da Karin Sherret (voce) e Robert Wilcocks (chitarre) nel 1985. Il loro debutto discografico è rappresentato dal singolo Toys For Alice del 1988, a cui seguono gli album Understanding, del 1989, e Threnody, del 1990, tutti realizzati per l'etichetta indipendente britannica One Little Independent, che ottengono un buon successo. Il suono è duro e marziale, improntato principalmente su sonorità martellanti elettroniche, tipicamente industrial, basate su chitarre distorte e percussioni elettroniche, a cui fa da contrasto la voce eterea di Karin Sherret creando una commistione tra industrial e gothic.
Nel 1992 con il passaggio alla Hyperium Records le sonorità si fanno più commerciali, scivolando verso l'ethereal e lo shoegaze con gli album Up! (1992) e Sugar Kisses (1993). Ritornano alle sonarità degli esordi con Under The Stars (1995).
In seguito il gruppo si scioglie e Karin Sherret si unirà a Jens Langkniv dando vita ai Fairies Fortune, mentre Robert Wilcocks collaborerà con gruppi quali Girls Under Glass e The Cassandra Complex.
Nel 2013 il gruppo si è riunito per suonare al Gothic Treffen di Lipsia.

## Formazione
- Karin Sherret: voce, percussioni
- Robert Wilcocks: chitarra

## Discografia

### Album
- 1989 - Understanding (One Little Independent, LP, CD)
- 1990 - Threnody (One Little Independent, LP, CD)
- 1992 - Up! (One Little Independent, LP, CD)
- 1993 - Sugar Kisses (Hyperium Records, CD)
- 1995 - Under The Stars (Hyperium Records, CD)

### Singoli ed EP
- 1988 - Toys For Alice (One Little Independent, 12")
- 1993 - Walk On! (Hyperium Records, CD)
- 1995 - Spiderbilly's Snakedance (Hyperium Records, CD)
- 1995 - Hold Me Under The Stars (Hyperium Records, CD)